# IV wojna Brytyjczyków z Aszanti
IV wojna Brytyjczyków z Aszanti miała miejsce w latach 1895–1896.
Asantehene Prempeh I odmówił zapłaty rekompensaty narzuconej przez Brytyjczyków po trzeciej wojnie i uszanowania brytyjskich rezydentów na tym obszarze. Wybuchła kolejna wojna. Wojska brytyjskie znowu zajęły Kumasi, stolicę Aszanti i pojmały Prempeha wraz z innymi liderami Aszanti. Prempeh został skazany na wygnanie na Seszele. Konfederacja Aszanti była unieważniona, a protektorat bezpieczny. Brytyjczycy jednak nie zajęli całego obszaru. Szacunkowe dane mówią o stratach w ludziach wynoszących około 6000.